# سرنجة زباء
سَرنجة زَبَّاء هي نوع من جنس سرنجة، وهي شُجيرة سبروتية مهدها أمريكة الشمالية. أزهارها بيضاء اللون.